# Korobotschkyne
Korobotschkyne (ukrainisch Коробочкине; russisch Коробочкино Korobotschkino) ist ein Dorf in der ukrainischen Oblast Charkiw mit etwa 300 Einwohnern (2024).

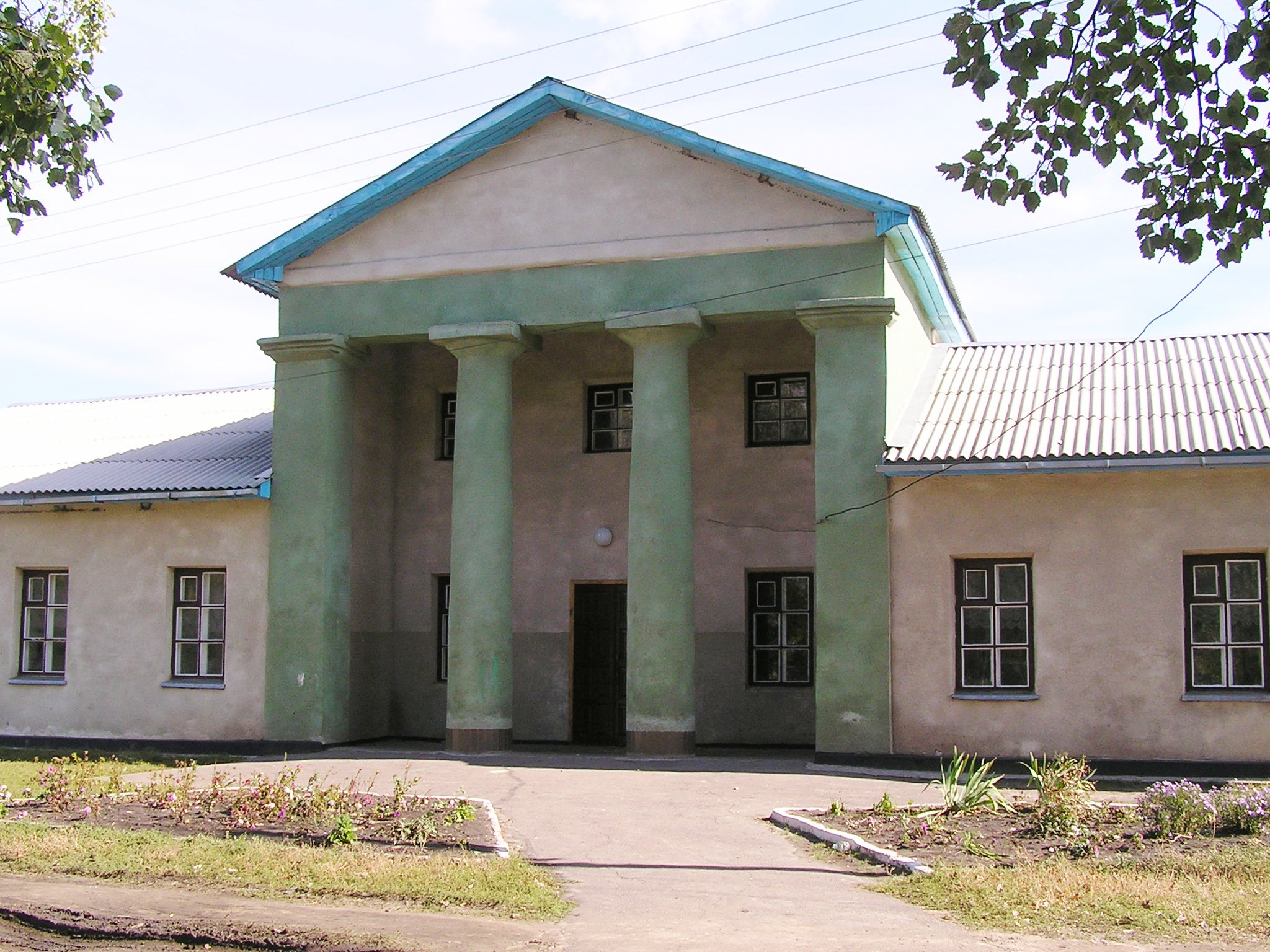
Gebäude im Ort

Die Ortschaft liegt am Ufer der Tahanka (Таганка), einem 13 km langen, linken Nebenfluss des Siwerskyj Donez 13 km südöstlich vom Rajonzentrum Tschuhujiw und 50 km südöstlich vom Oblastzentrum Charkiw. 
Durch das Dorf verläuft die Fernstraße M 03 und die Regionalstraße P–07.
Am 13. Mai 2016 wurde das Dorf ein Teil der neugegründeten Siedlungsgemeinde Tschkalowske, bis dahin bildete es zusammen mit dem Dorf Ossykowyj Hai (Осиковий Гай) die gleichnamige Landratsgemeinde Korobotschkyne (Коробочкинська селищна рада/Korobotschkynska selyschtschna rada) im Osten des Rajons Tschuhujiw.